# ميديلين

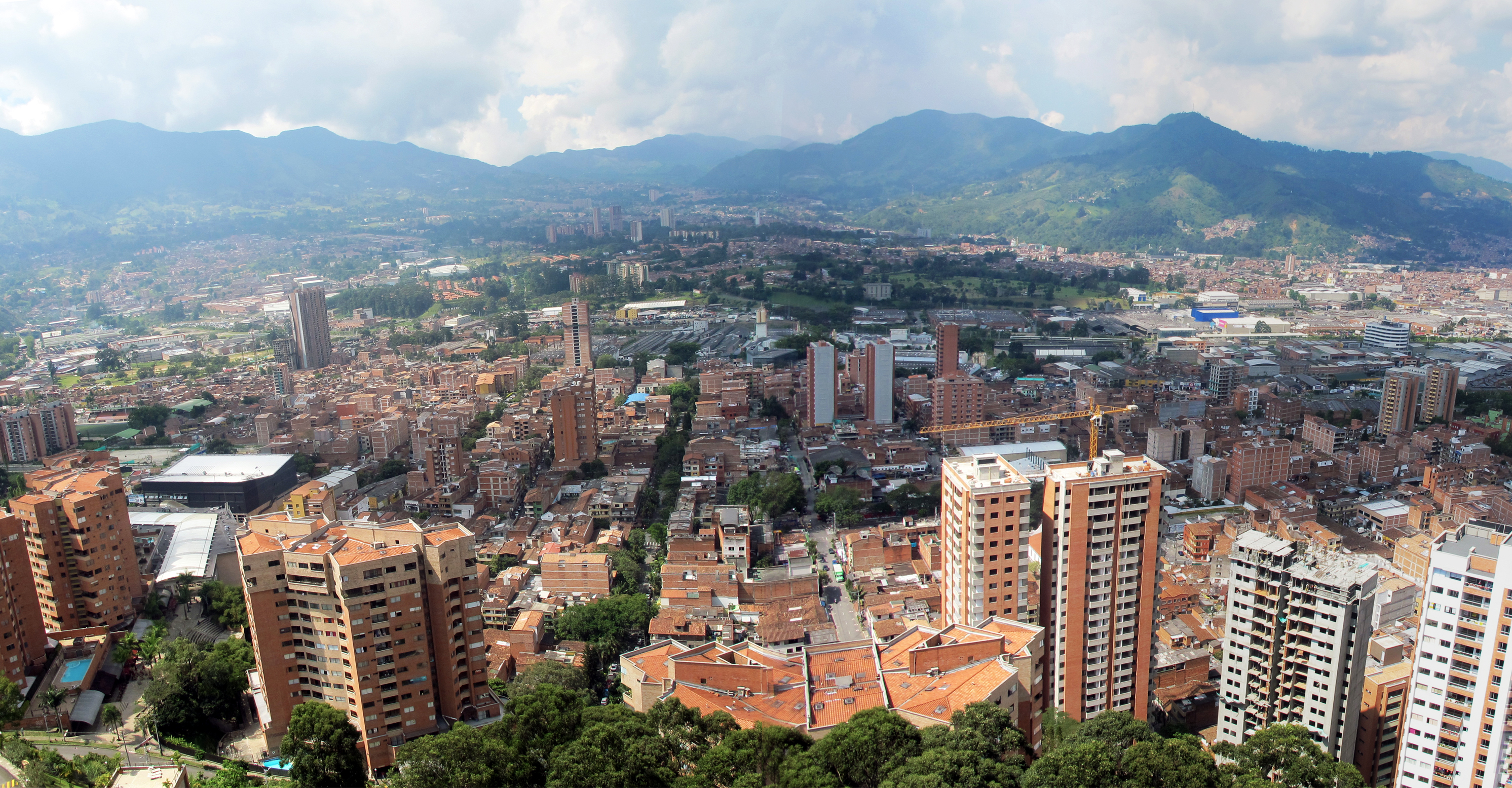
مناظر لمدينة ميديلين

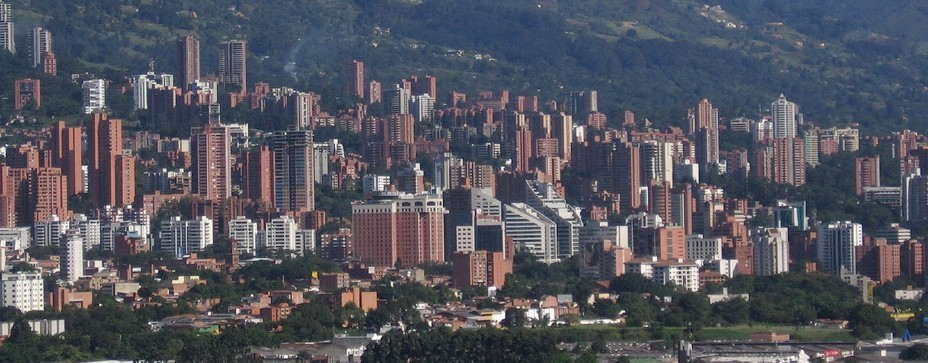
مناظر لمدينة ميديلين

ميديجين أو ميديين وتكتب احيانا بالعربية ميديلين (بالإسبانية: Medellín) ثاني أكبر مدن كولومبيا. تقع في وادي أبورا أقصى شمال جبال أنديز. يبلغ عدد سكان المدينة 2.4 مليون نسمة حسب إحصاء سنة 2005 بينما تبلغ مساحتها 382 كيلومتر مربع.
وفيها أسس بارون المخدرات بابلو إسكوبار ما يعرف بكارتيل ميديلين (بالإسبانية: Cartel de Medellín) أكبر وأشهر تكتل لتجارة المخدرات في العالم. و بعد مطالبة الولايات المتحدة الأمريكية بتسليم إسكوبار وافقتها في ذلك حكومة كولومبيا ما أدى إلى تعرض المدينة إلى العديد من عمليات الإغتيال والتفجير من طرف إسكوبار لثني الحكومة عن قرار التسليم.

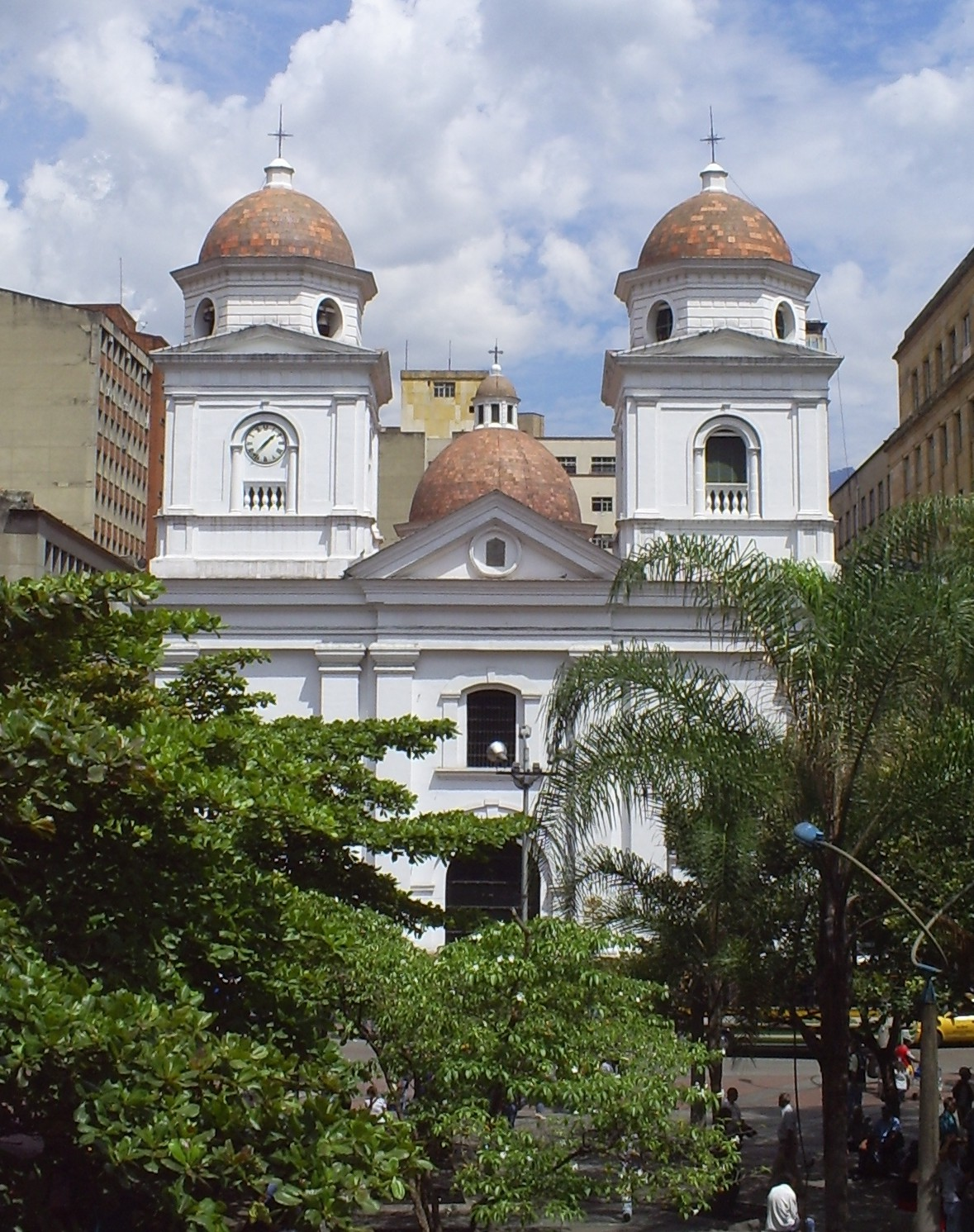
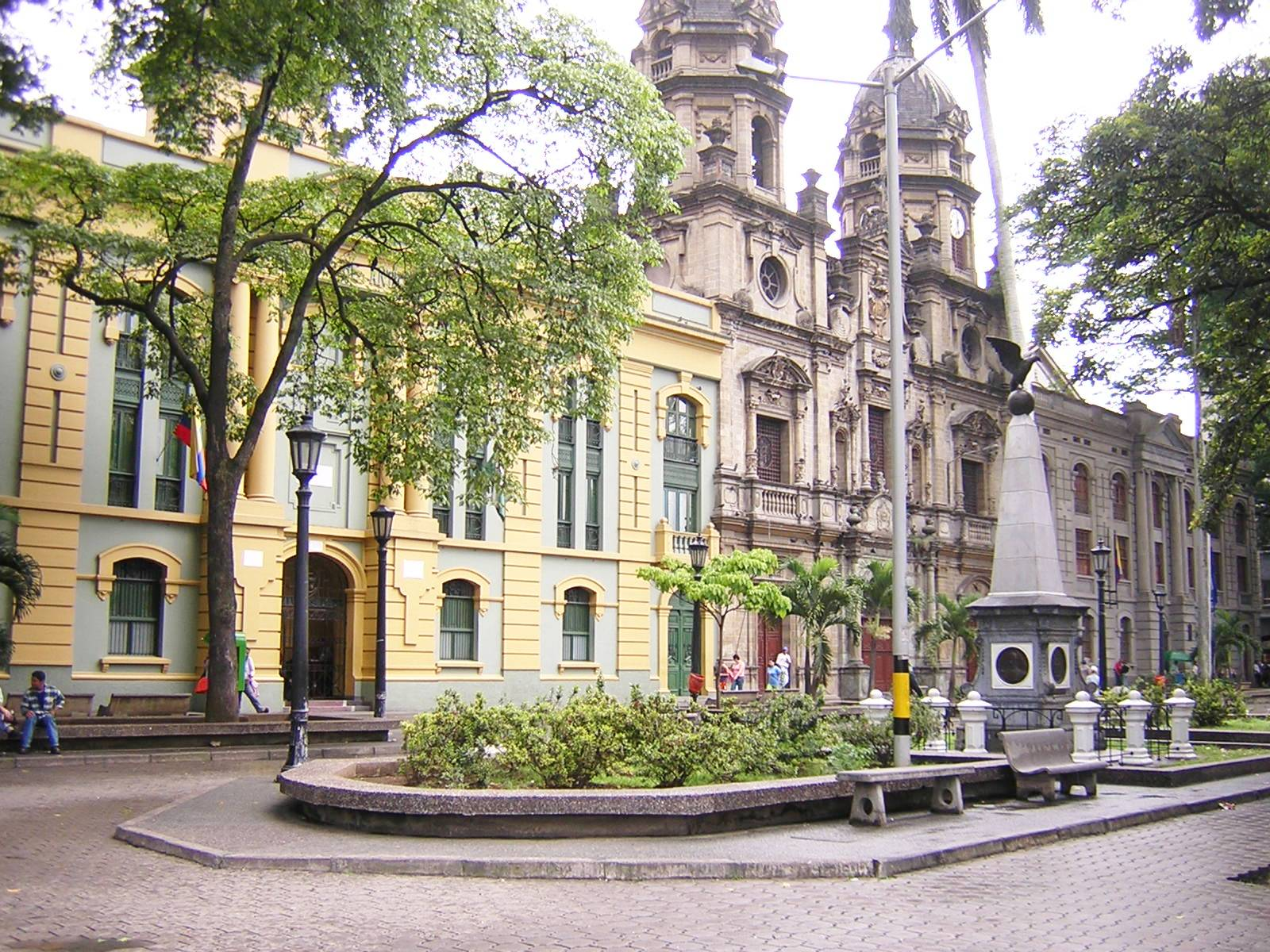
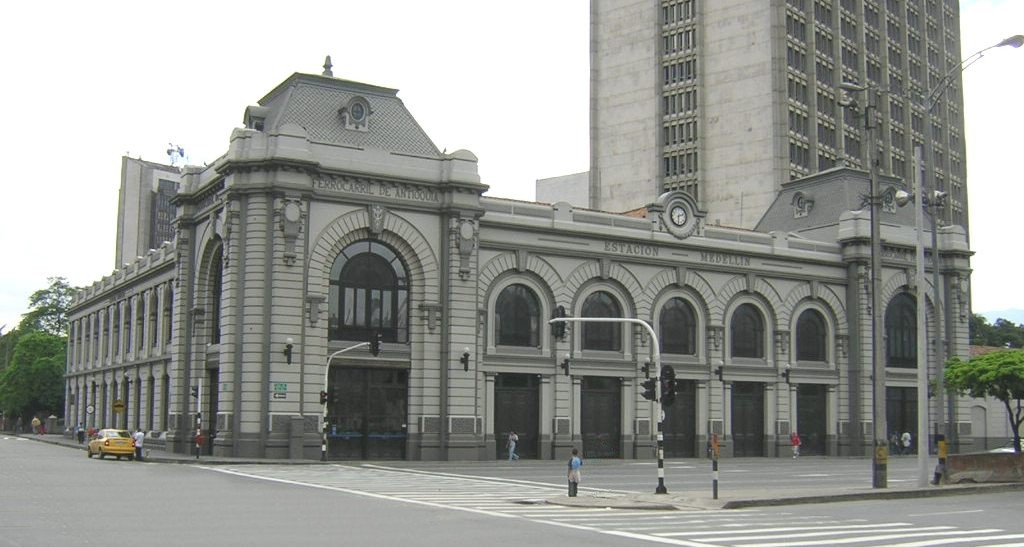
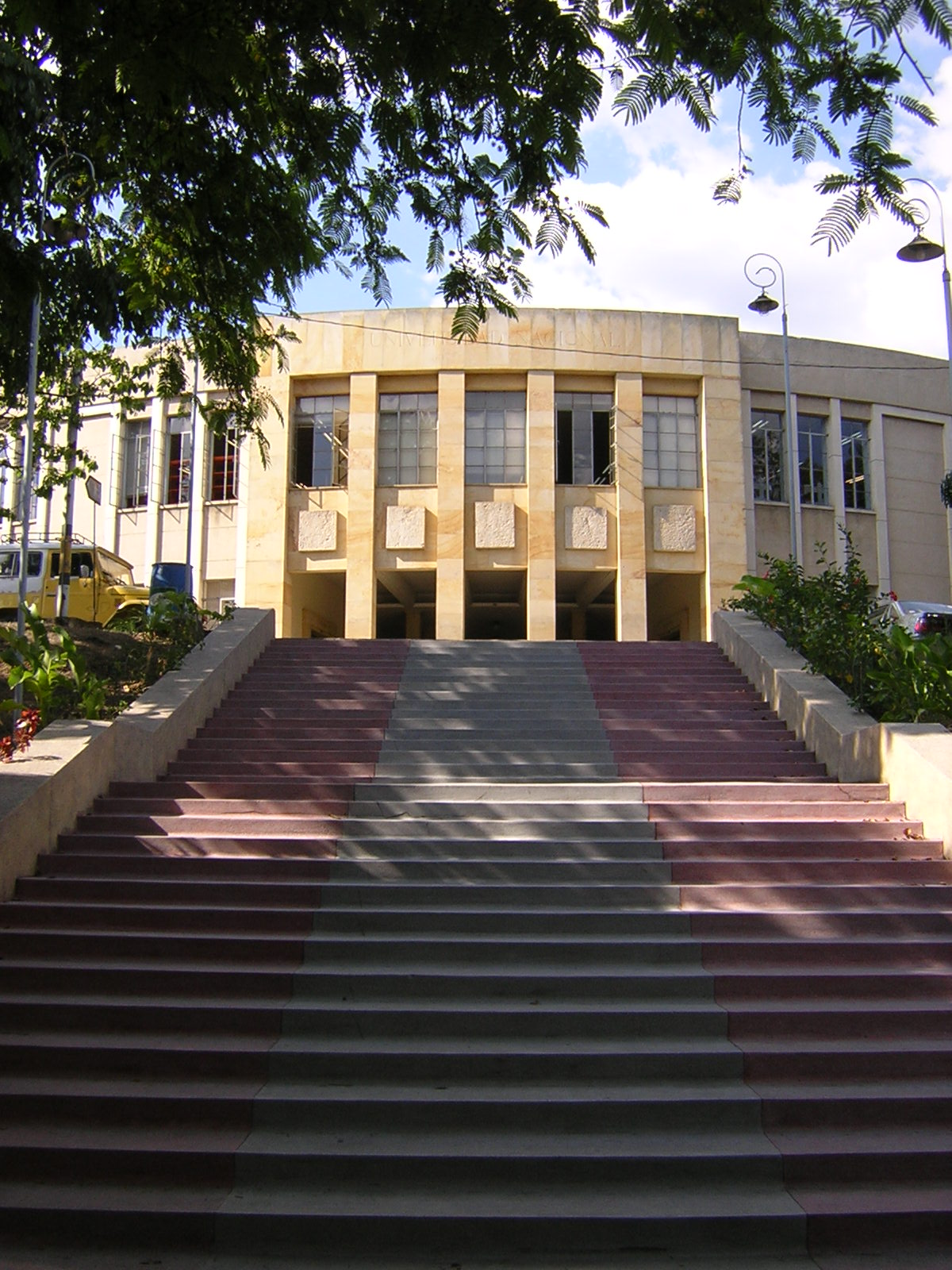
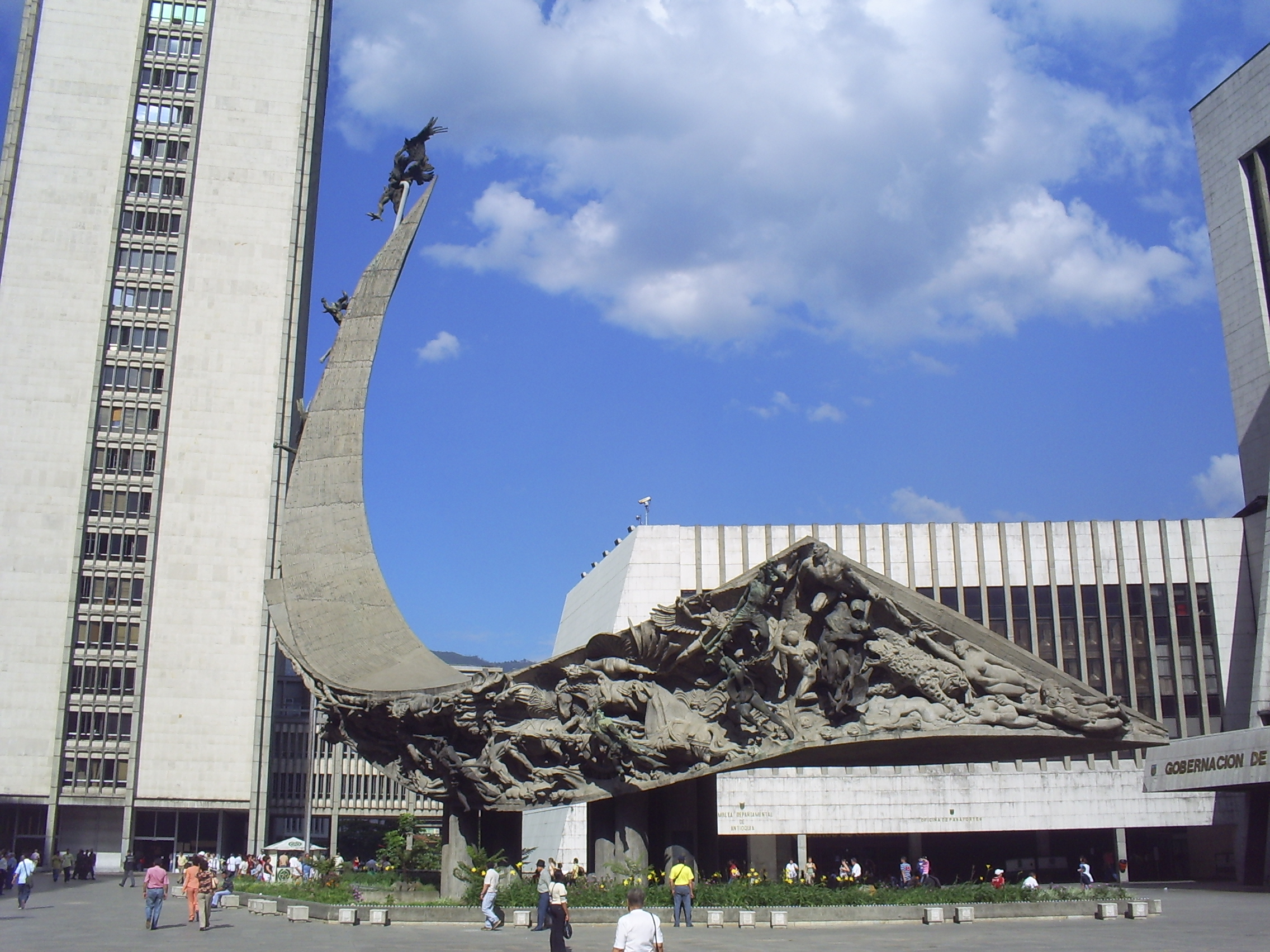
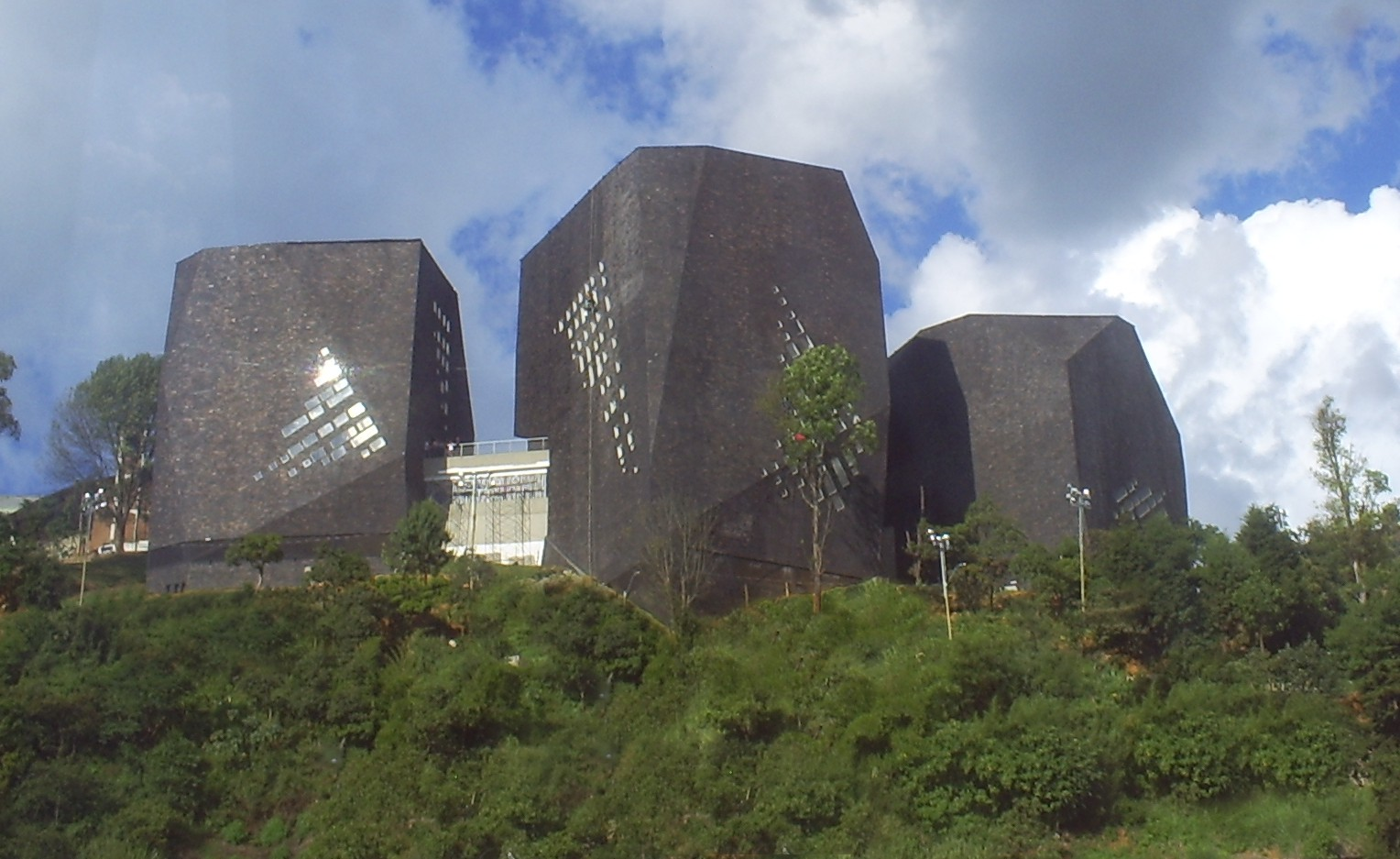
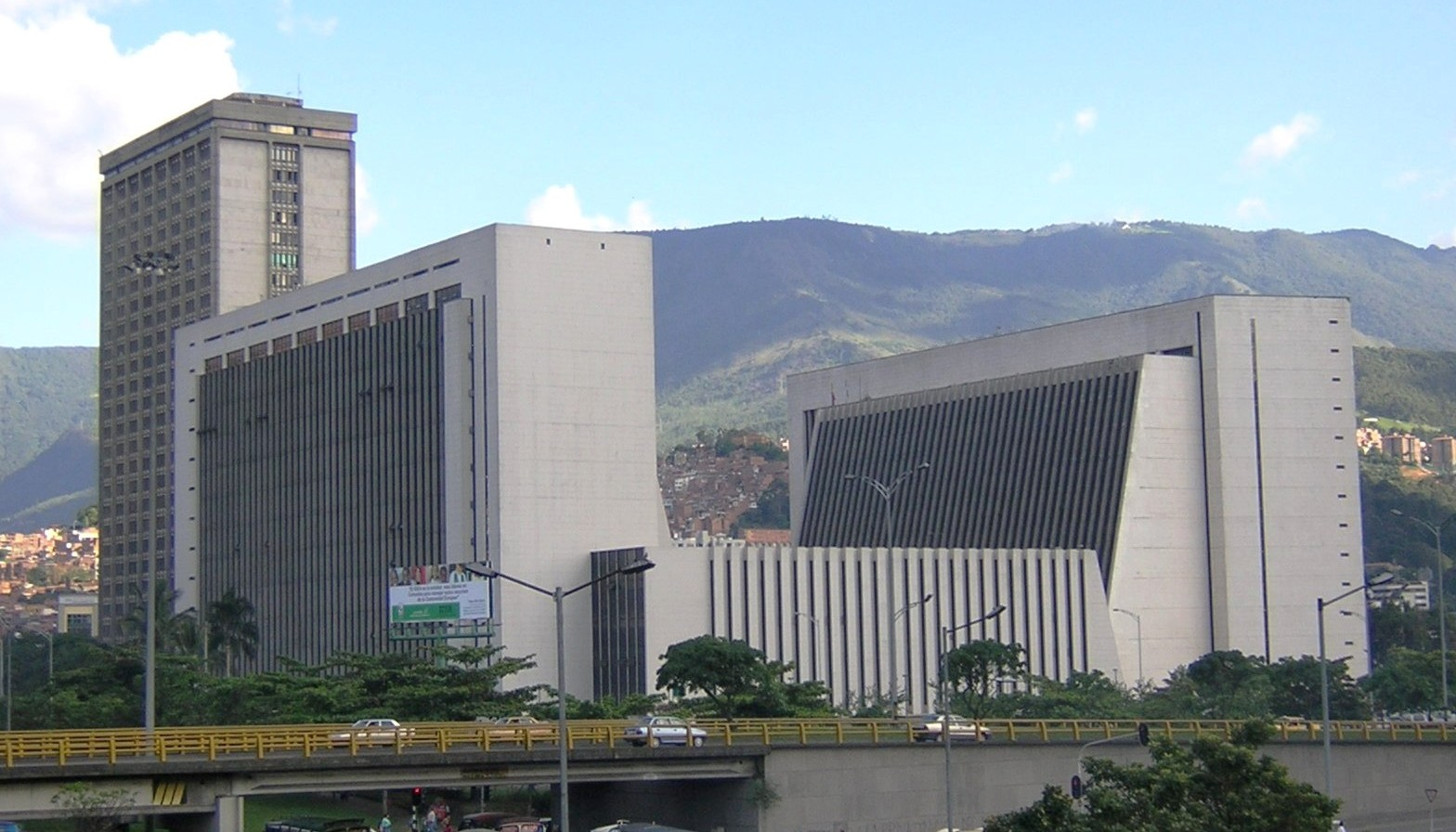
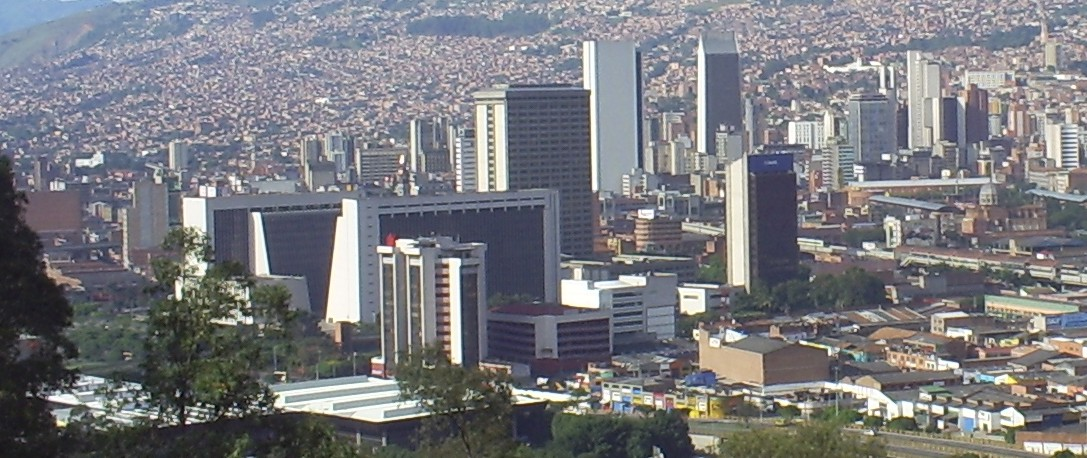
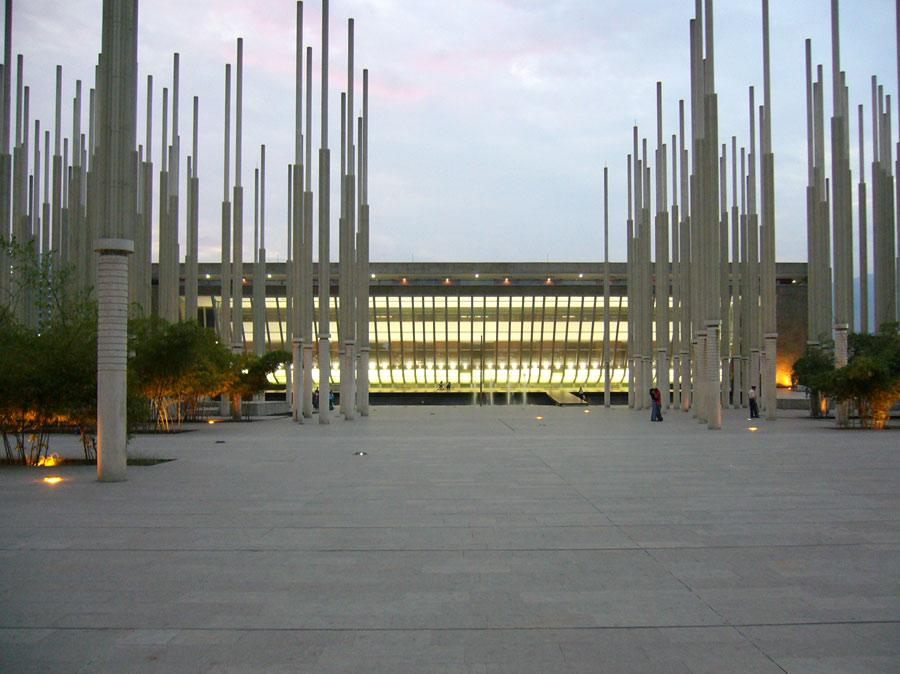
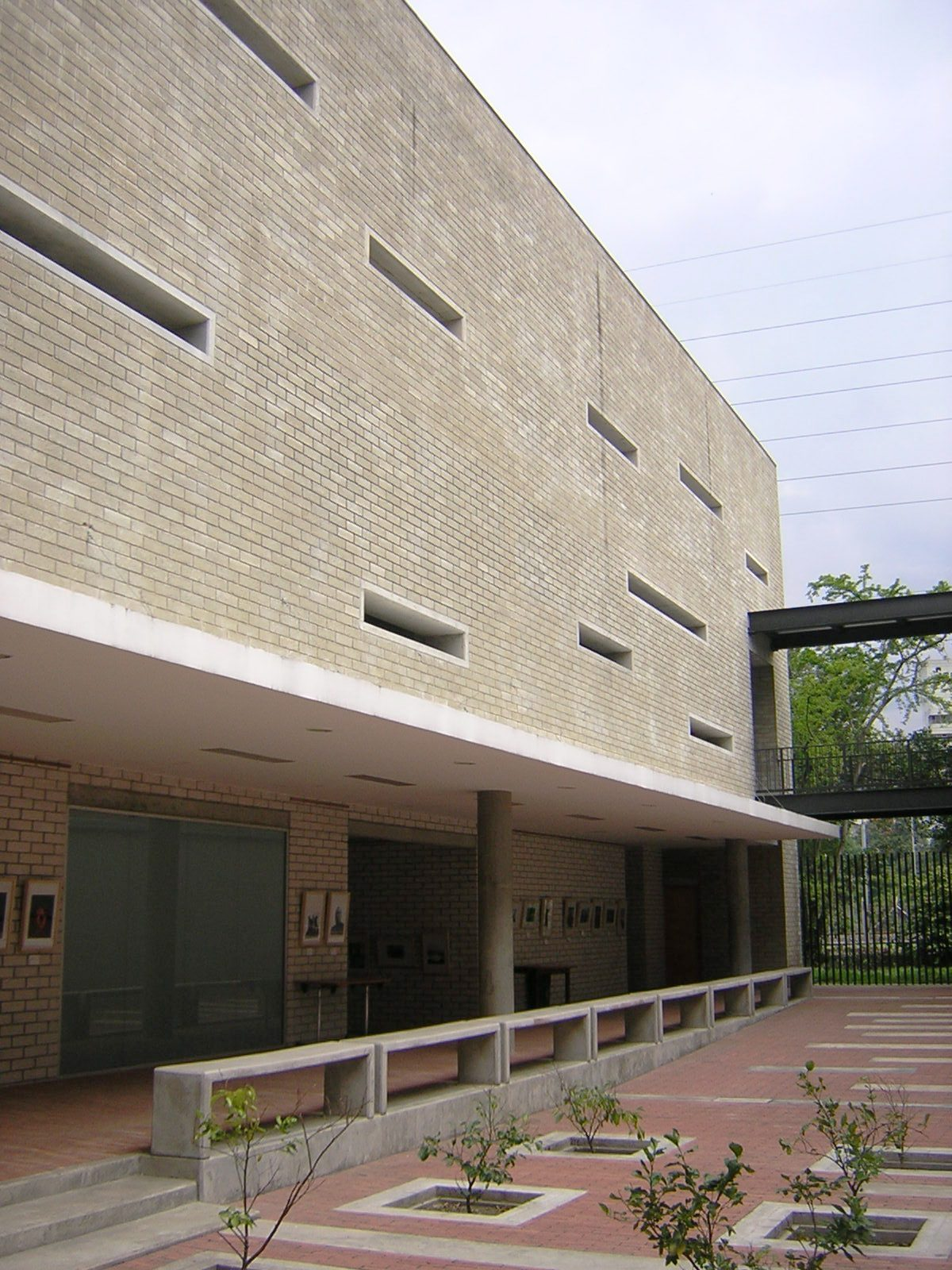
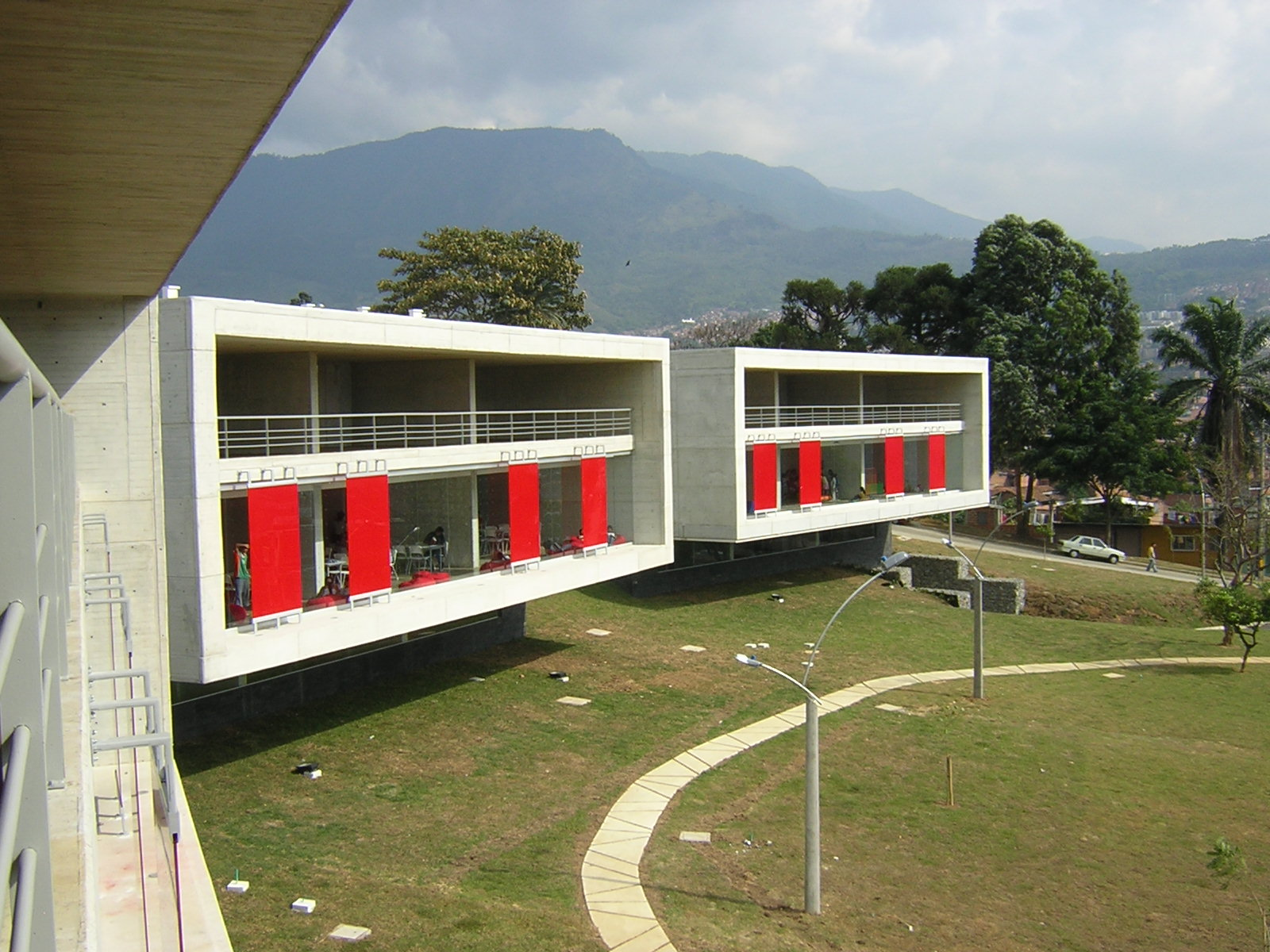
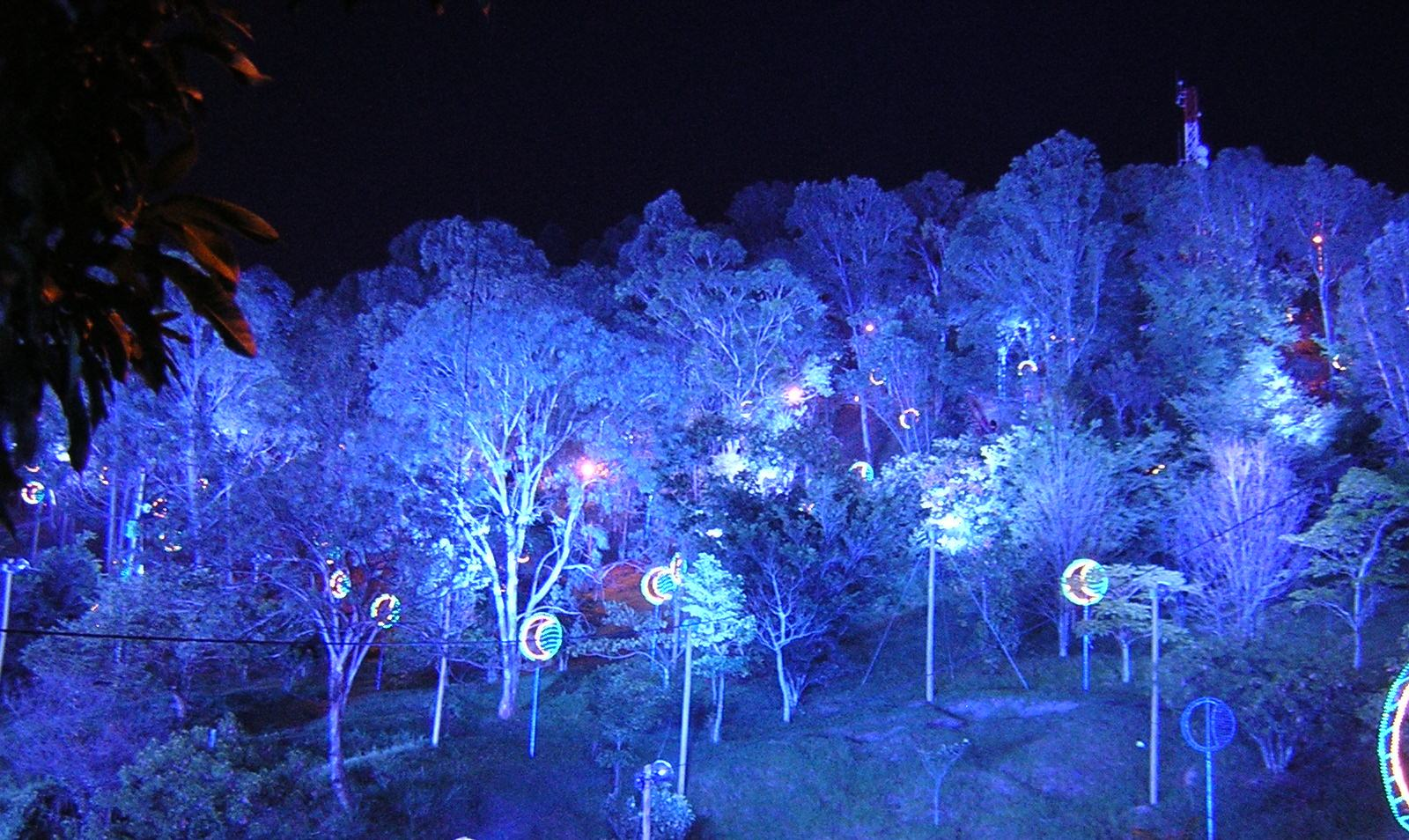
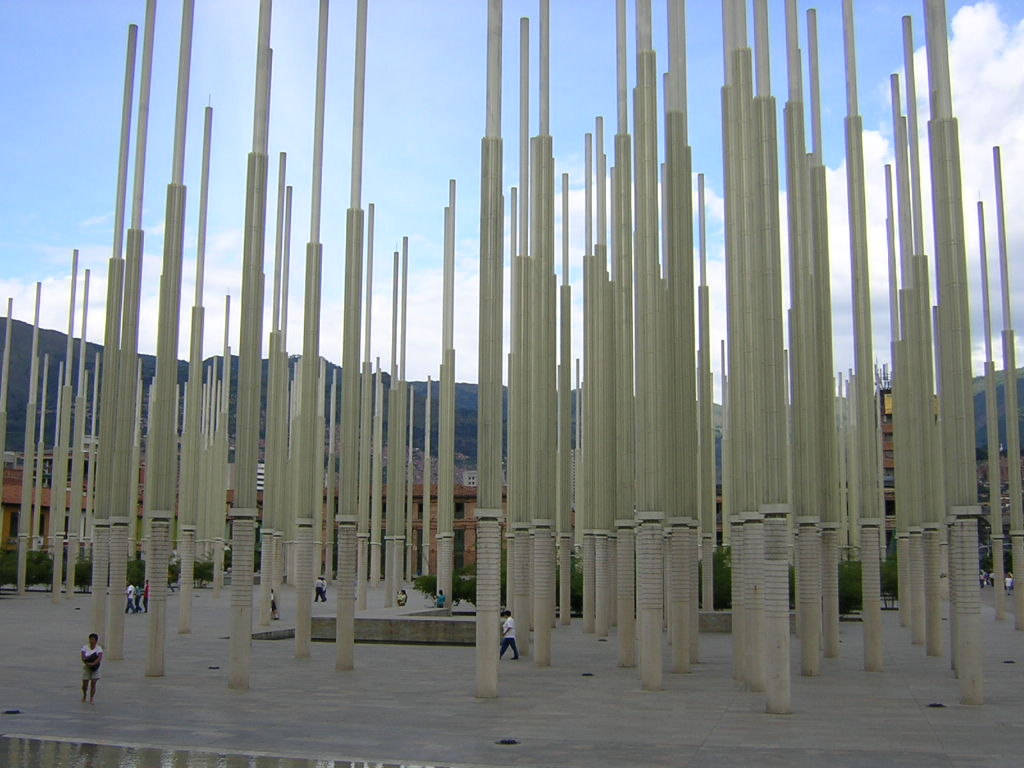
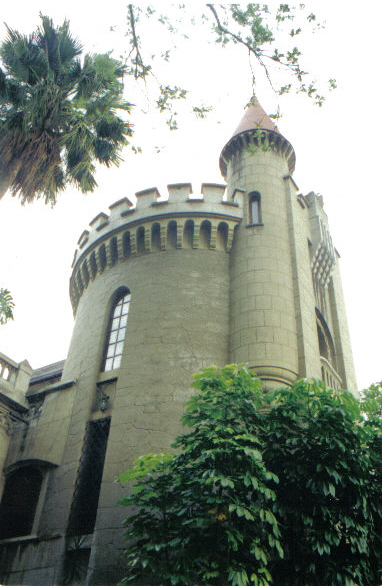
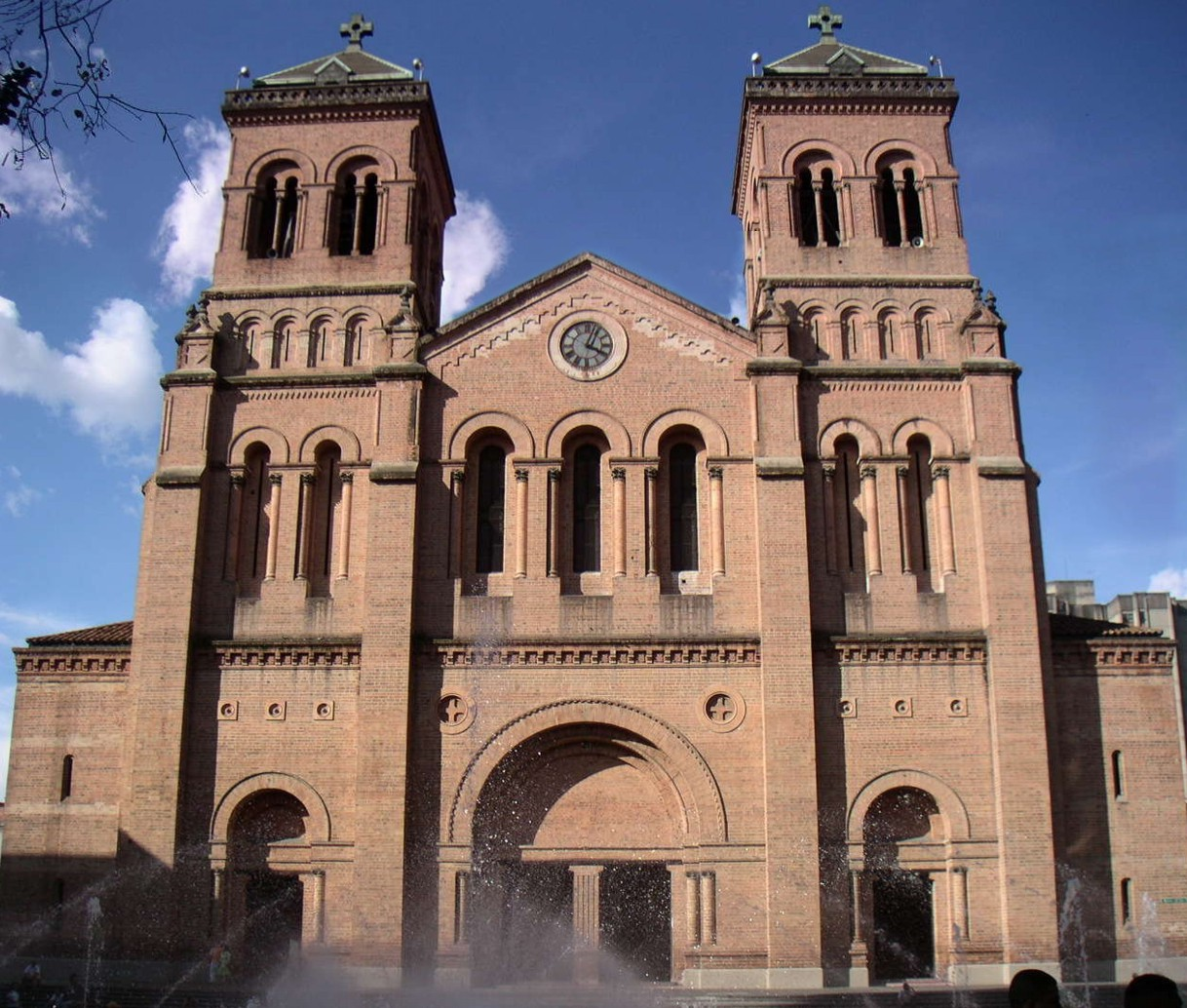
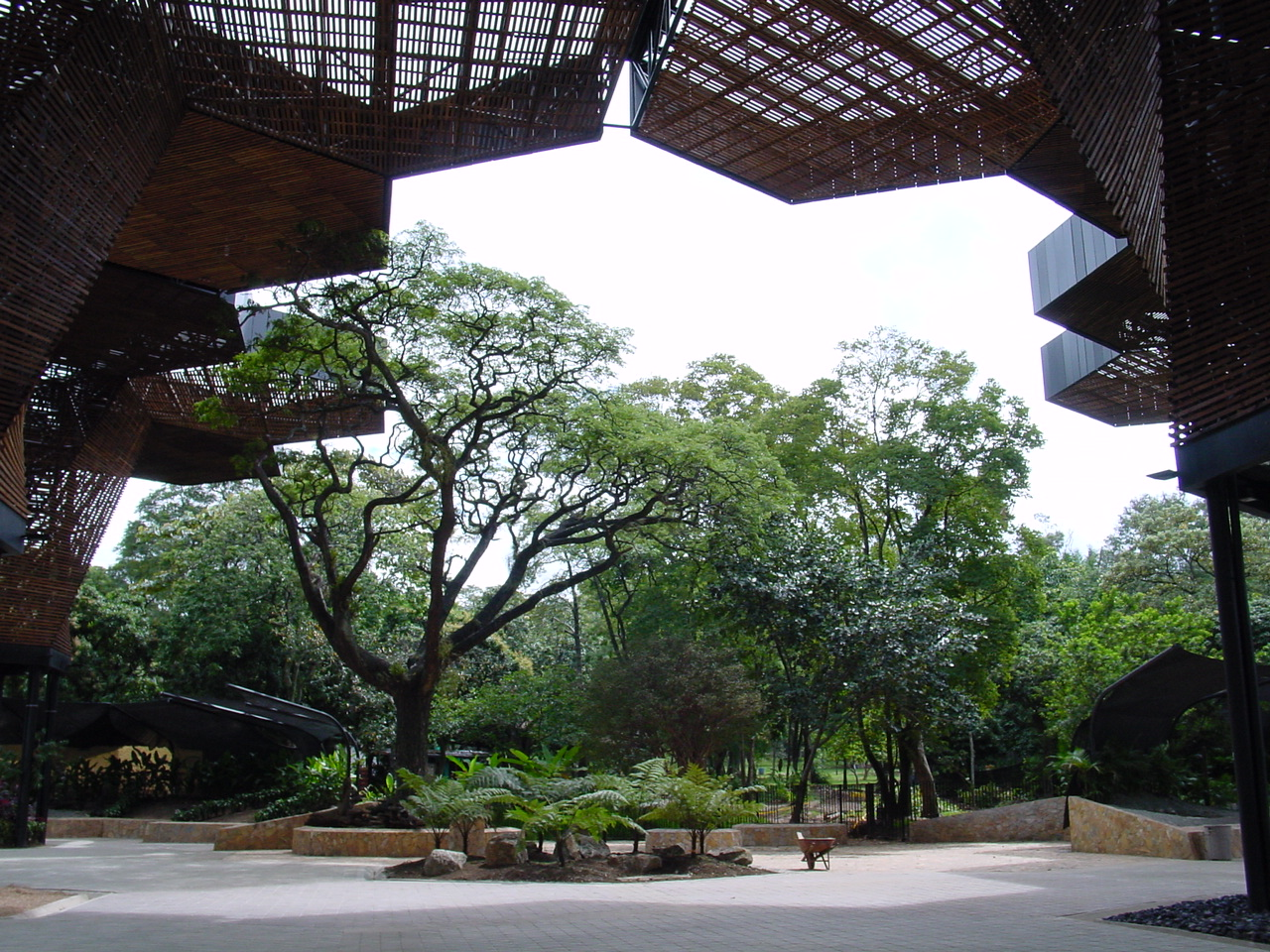
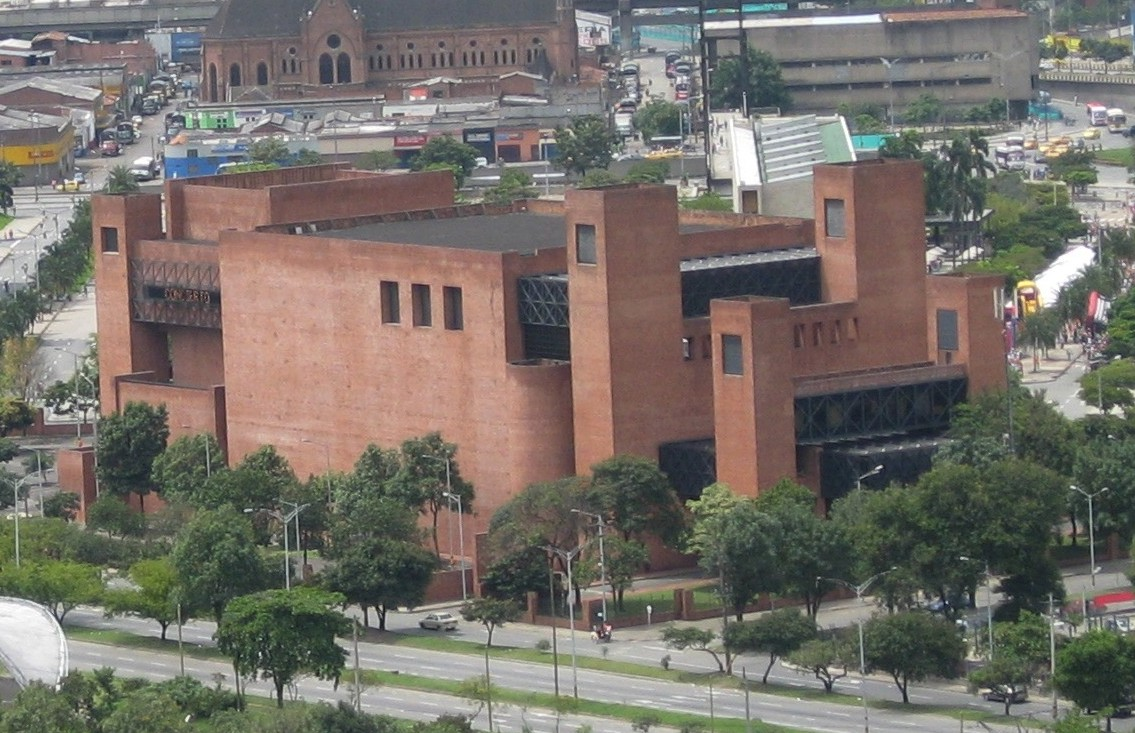
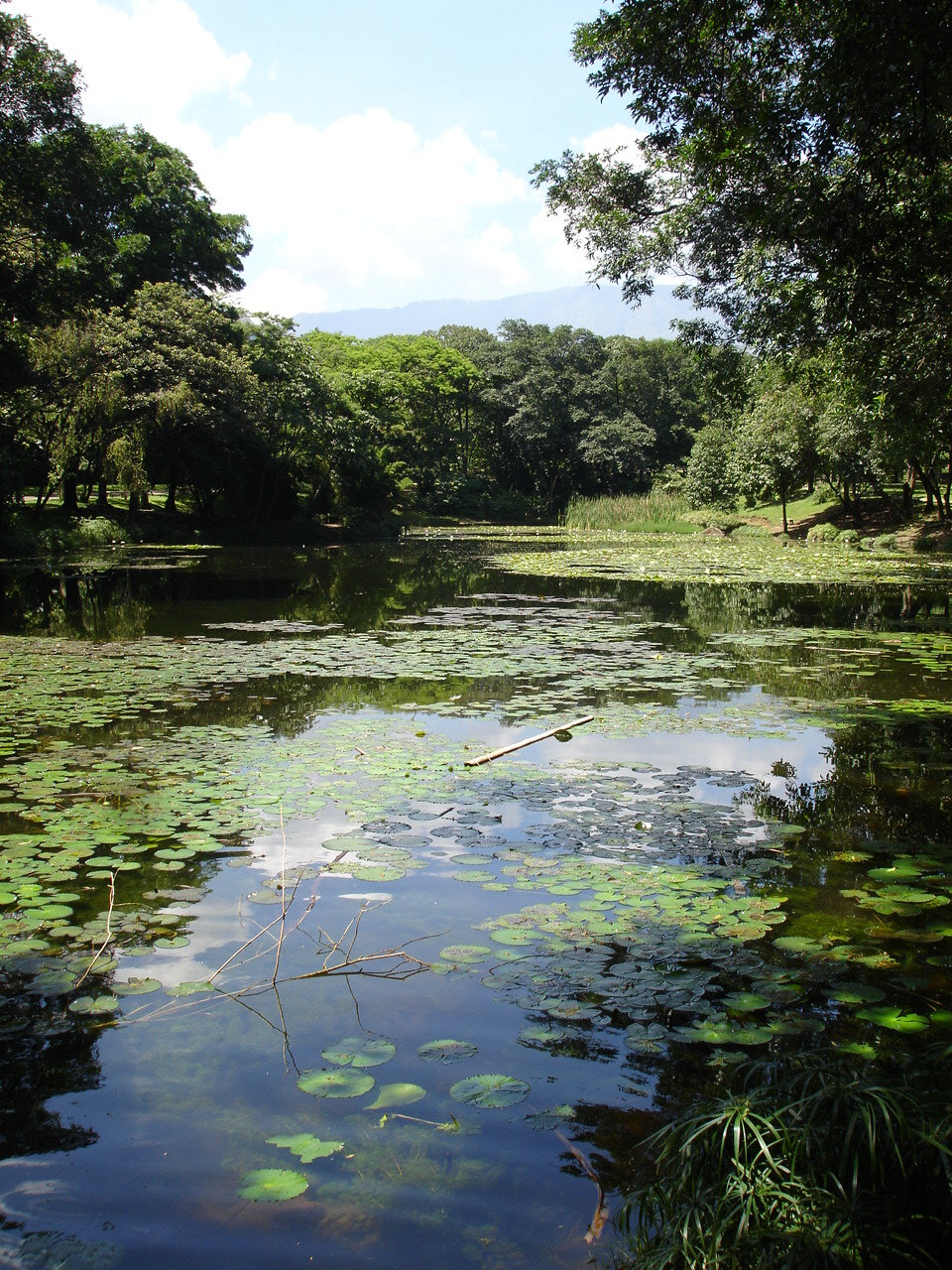
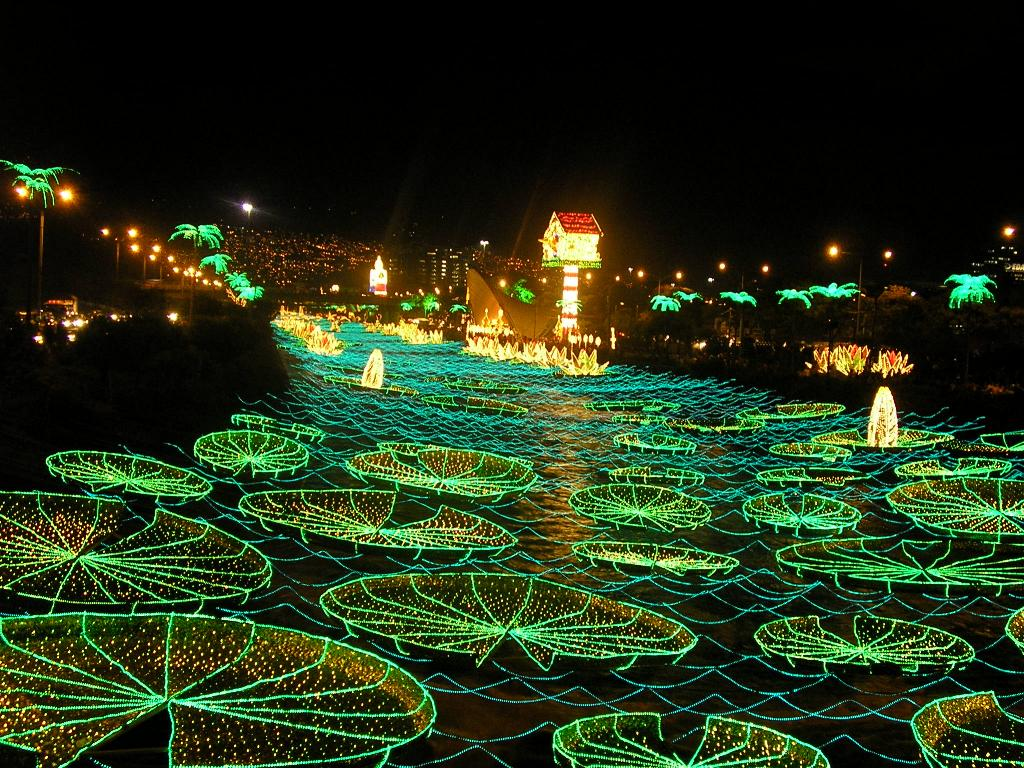

## المناخ
يظهر الجدول التالي التغييرات المناخية على مدار السنة لميديلين:
| البيانات المناخية لـميديلين                                         | البيانات المناخية لـميديلين | البيانات المناخية لـميديلين | البيانات المناخية لـميديلين | البيانات المناخية لـميديلين | البيانات المناخية لـميديلين | البيانات المناخية لـميديلين | البيانات المناخية لـميديلين | البيانات المناخية لـميديلين | البيانات المناخية لـميديلين | البيانات المناخية لـميديلين | البيانات المناخية لـميديلين | البيانات المناخية لـميديلين | البيانات المناخية لـميديلين |
| الشهر                                                               | يناير                       | فبراير                      | مارس                        | أبريل                       | مايو                        | يونيو                       | يوليو                       | أغسطس                       | سبتمبر                      | أكتوبر                      | نوفمبر                      | ديسمبر                      | المعدل السنوي               |
| ------------------------------------------------------------------- | --------------------------- | --------------------------- | --------------------------- | --------------------------- | --------------------------- | --------------------------- | --------------------------- | --------------------------- | --------------------------- | --------------------------- | --------------------------- | --------------------------- | --------------------------- |
| الدرجة القصوى °م (°ف)                                               | 33.2 (91.8)                 | 35.0 (95.0)                 | 36.0 (96.8)                 | 35.0 (95.0)                 | 36.2 (97.2)                 | 36.5 (97.7)                 | 35.6 (96.1)                 | 36.5 (97.7)                 | 38.0 (100.4)                | 36.5 (97.7)                 | 37.0 (98.6)                 | 35.0 (95.0)                 | 38.0 (100.4)                |
| متوسط درجة الحرارة الكبرى °م (°ف)                                   | 27.8 (82.0)                 | 28.2 (82.8)                 | 28.1 (82.6)                 | 27.6 (81.7)                 | 27.8 (82.0)                 | 28.2 (82.8)                 | 28.4 (83.1)                 | 28.5 (83.3)                 | 28.0 (82.4)                 | 27.2 (81.0)                 | 27.1 (80.8)                 | 27.2 (81.0)                 | 27.8 (82.0)                 |
| المتوسط اليومي °م (°ف)                                              | 22.4 (72.3)                 | 22.7 (72.9)                 | 22.7 (72.9)                 | 22.4 (72.3)                 | 22.6 (72.7)                 | 22.9 (73.2)                 | 23.1 (73.6)                 | 23.1 (73.6)                 | 22.4 (72.3)                 | 21.8 (71.2)                 | 21.8 (71.2)                 | 21.9 (71.4)                 | 22.5 (72.5)                 |
| متوسط درجة الحرارة الصغرى °م (°ف)                                   | 17.2 (63.0)                 | 17.5 (63.5)                 | 17.7 (63.9)                 | 17.8 (64.0)                 | 17.8 (64.0)                 | 17.4 (63.3)                 | 17.1 (62.8)                 | 17.2 (63.0)                 | 17.0 (62.6)                 | 17.0 (62.6)                 | 17.3 (63.1)                 | 17.2 (63.0)                 | 17.4 (63.3)                 |
| أدنى درجة حرارة °م (°ف)                                             | 9.5 (49.1)                  | 8.0 (46.4)                  | 9.0 (48.2)                  | 9.5 (49.1)                  | 10.0 (50.0)                 | 10.0 (50.0)                 | 8.9 (48.0)                  | 10.0 (50.0)                 | 9.6 (49.3)                  | 9.0 (48.2)                  | 9.0 (48.2)                  | 8.2 (46.8)                  | 8.0 (46.4)                  |
| معدل هطول الأمطار مم (إنش)                                          | 63.2 (2.49)                 | 81.4 (3.20)                 | 129.1 (5.08)                | 170.7 (6.72)                | 213.5 (8.41)                | 149.4 (5.88)                | 133.1 (5.24)                | 139.7 (5.50)                | 181.8 (7.16)                | 226.7 (8.93)                | 158.9 (6.26)                | 104.8 (4.13)                | 1٬752٫3 (68.99)             |
| متوسط الأيام الممطرة                                                | 12                          | 13                          | 18                          | 23                          | 23                          | 18                          | 17                          | 19                          | 22                          | 25                          | 21                          | 16                          | 227                         |
| متوسط الرطوبة النسبية (%)                                           | 66                          | 65                          | 67                          | 70                          | 70                          | 66                          | 63                          | 65                          | 67                          | 71                          | 72                          | 70                          | 67                          |
| ساعات سطوع الشمس الشهرية                                            | 170.5                       | 152.6                       | 148.8                       | 123.0                       | 139.5                       | 165.0                       | 198.4                       | 186.0                       | 147.0                       | 133.3                       | 135.0                       | 151.9                       | 1٬851                       |
| ساعات سطوع الشمس اليومية                                            | 5.5                         | 5.4                         | 4.8                         | 4.1                         | 4.5                         | 5.5                         | 6.4                         | 6.0                         | 4.9                         | 4.3                         | 4.5                         | 4.9                         | 5.1                         |
| المصدر: Instituto de Hidrologia Meteorologia y Estudios Ambientales |                             |                             |                             |                             |                             |                             |                             |                             |                             |                             |                             |                             |                             |

## توأمة
لميديلين اتفاقيات توأمة مع كل من:
- كالي
- فارنا
- برشلونة
- بلباو
- بوينس آيرس
- فورت لودرديل
- غولد كوست
- ميلانو
- حيدر آباد
- مونتيري
- ميامي
- تاكواريمبو [الإنجليزية]‏
- تارابوتو
- ماراكاي
- روساريو (2011 - )
- سانتا في (23 سبتمبر 2011 - )[15]

## أعلام
- دافيد أوسبينا
- بيدرو نيل أوسبينا
- غريزلدا بلانكو
- بابلو إسكوبار
- أندريس إسكوبار
- فرناندو بوتيرو
- ألبارو أوريبي بيليث
- رينيه هيجيتا
- لورا مونتويا
- إيفان كوردوبا
- مالوما
- جي بالفين